# Das Posthörnchen
Das Posthörnchen ist ein politisch-radikales Wochenblatt, herausgegeben seit 1835 in Aarau, für „Tagesgegebenheiten und Neuigkeiten“. Verlegt wurde es von Samuel Landolt (1803–1880) der 1847 das Aargauer Tagblatt gründete, heute Mittelland Zeitung der AZ Medien Gruppe Aarau.
Das Posthörnchen machte sich zur Aufgabe, „Finsterlinge, Vorrechtler, Unrepublikaner, Unchristen und die Alleinfreiheit der Herren und Pfaffen zu bekämpfen“. Es fasste den gegnerischen Anwurf eines „wenig gelesenen Sudelblattes und communen Wisches“ als Ehrentitel auf.
Besonders in den Jahren des Klostersturmes und der Freischarenzüge war Das Posthörnchen wegen seines Freimuts und seiner ungeschminkten und scharfen Sprache ein vielbeachtetes und einflussreiches Blatt nicht nur in Aarau, sondern auch im weiteren Kanton Aargau und angrenzendem Gebiet, ein Verdienst, das weniger den Korrespondenten von Art und Schlag eines Andreas Dietschs, sondern dem an Heinrich Zschokkes Journalismus geschulten Samuel Landolt zuzuschreiben ist.
Samuel Landolt war zu dieser Zeit sein eigener Herausgeber, Redaktor, Leitartikler, Poet, Setzer und Drucker.
Den „verehrten Abonnenten“ von Das Posthörnchen wurde das Volksblatt Das Alphorn „zu angenehmer und belehrenden Unterhaltung“ gratis zugegeben.